# Calligrapha cephalanti
Calligrapha cephalanti är en skalbaggsart som först beskrevs av Schwarz 1878.  Calligrapha cephalanti ingår i släktet Calligrapha och familjen bladbaggar. Inga underarter finns listade i Catalogue of Life.